# Monteiras
Monteiras é uma povoação portuguesa sede da Freguesia de Monteiras do Município de Castro Daire, freguesia com 21,13 km² de área e 404 habitantes (censo de 2021), tendo, por isso, uma densidade populacional de 19,1 hab./km².
A Freguesia de Monteiras fica situada entre os planaltos de Montemuro e Leomil, a cerca de 920 metros de altitude.
Monteiras dista cerca de 12 km da sede do município, e tem por vizinhas as povoações (anexas) de Eido (200 metros), Carvalhas (400 metros), Relva (1500 metros) e Colo do Pito (2700 metros).
É servida pela Estrada Nacional nº 2, que liga com a A24.
O seu clima pode considerar-se "áspero", o que não é de estranhar, dada a altitude a que ela se situa.
O seu padroeiro é o Divino Espírito Santo.

## Demografia
A população registada nos censos foi:
| Distribuição da População por Grupos Etários | Distribuição da População por Grupos Etários | Distribuição da População por Grupos Etários | Distribuição da População por Grupos Etários | Distribuição da População por Grupos Etários |
| -------------------------------------------- | -------------------------------------------- | -------------------------------------------- | -------------------------------------------- | -------------------------------------------- |
| Ano                                          | 0-14 Anos                                    | 15-24 Anos                                   | 25-64 Anos                                   | > 65 Anos                                    |
| 2001                                         | 117                                          | 95                                           | 249                                          | 125                                          |
| 2011                                         | 57                                           | 63                                           | 235                                          | 126                                          |
| 2021                                         | 34                                           | 34                                           | 212                                          | 124                                          |

## História
O seu topónimo parece andar ligado a monumentos de civilização dolmética, embora nem sejam assim abundantes na região. Os mais conhecidos, no entanto, são as mamoas na lombada à volta da Capela de Nossa Senhora da Ouvida.
O povoamento deste território é, pois, muito remoto, visto que os dólmens aparecem na última parte do Neolítico. No entanto, povoamento propriamente dito (repovoamento), veio a verificar-se por imposição de D. Afonso Henriques ao seu aio Egas Moniz, que era o prestameiro destas terras regalengas da sua tenência de Lamego, portanto no início da Nacionalidade.
Não se sabe muito sobre Monteiras relativamente ao período da Idade Média. Sabe-se, no entanto, que nessa altura estava integrada no termo do pequeno julgado de Castro Daire.
Em 1527, Monteiras e Castro Daire eram as duas povoações mais importantes do concelho.
Foi curato anual anexo à abadia de Castro Daire. Ganhou o estatuto de "paróquia" no século XVI, talvez depois da extinção da paróquia do Mosteiro de Baltar.

## Património
- Capela de Nossa Senhora da Ouvida.

## Presidentes da Junta
- Américo Pereira da Silva (PPD/PSD) - 2013 a 2017;
- José Moreira Pinto (PPD/PSD.CDS-PP) - 2017 ao presente.

## Festas
- Feira Anual de Nossa Senhora da Ouvida, que atraiu cerca de 10.000 pessoas em 2017[5].